# Strong, Ontario
Strong är en kommun (township) i Kanada.   Den ligger i provinsen Ontario, i den sydöstra delen av landet, 290 km väster om huvudstaden Ottawa. Strong ligger 329 meter över havet och antalet invånare är 1 341.